# Francesco Selmi
Francesco Selmi (7 d'abril de 1817, Vignola, Ducat de Mòdena i Reggio - Vignola, Regne d'Itàlia, 13 d'agost de 1881) fou un químic italià considerat el cofundador, juntament amb l'escocès Thomas Graham, de la química dels col·loides.

## Biografia
El 1839 obtingué el títol de farmacèutic a la Universitat de Mòdena i Reggio. Ensenyà química a l'institut de Reggio Emilia i després a la Universitat de Mòdena i Reggio.
Fou un fervent patriota, per la qual cosa participà en la revolució del 1848 contra el Duc Francesc V. Però els austríacs avortaren la revolta i el restauraren al poder. Selmi fou condemnat a mort. Fugí i es refugià a Torí, Piemont, Regne de Sardenya. De seguida fou nomenat professor de física, química i mecànica al Col·legi Nacional de Torí. En aquests anys col·laborà en la fundació de la Società Nazionale per l'Unità d'Italia. Després de la unió del Ducat de Mòdena i Reggio al Regne de Sardenya el 1860, fou diputat per la nova província de Mòdena. També es dedicà a l'estudi de les obres de Dante, especialment de la Divina Comèdia. Freqüentà les converses literàries al saló de la baronessa Olimpia Savio. Finalment el 1867 aconseguí la càtedra de química i farmàcia a la Universitat de Bolonya.

## Obra
Entre 1845 i 1850 publicà els primers estudis sobre els col·loides, en particular sobre el clorur d'argent, el blau de Prússia, i de sulfurs. Participà en el descobriment del clorur de plom (IV). A Bolònia inicià estudis de química toxicològica i morí infectat després de disseccionar un animal mort per tifus, del qual volia descobrir-ne la toxina. Fou autor d'una enciclopèdia de química.

### Obres
- Selmi, F. Intorno all'azione dell'iodio sopra il clorido di mercurio: memoria prima di Francesco Selmi, Milano: V. Guglielmini, 1845
- Selmi, F. Azione del latte sulle materie metalliche e reazioni di queste su quello: discorso letto da Francesco Selmi nell'adunanza pubblica del 21 maggio 1847 della Societa d'agricoltura di Reggio, Modena: Antonio ed Angelo Cappelli, 1847.
- Selmi, F. Intorno ai vocaboli precipitazione e coagulazione adoprati indistintamente a significare il deporsi dell'albumina da un menstruo allò stato insolubile: considerazioni presentate alla R. Accademia di Scienze, Lettere ed Arti di Modena nell'adunanza del 30 marzo 1842, e lette nel congresso scientifico italiano riunitosi in Padova nel settembre dello stesso anno da Francesco Selmi, Modena: Pei Tipi della R.D. Camera, 1843.
- Selmi, F. Studj sulla dimulsione di cloruro d'argento, Nuovi Annali delle Scienze Naturali di Bologna, fasc. di agosto 1845.
- Selmi, F. Studio intorno alle pseudo-soluzioni degli azzurri di Prussia ed alla influenza dei sali nel guastarle, Bologna: Tipi Sassi, 1847.